# Josep-Lluís Serrano Pentinat

Bischofswappen von Josep-Lluís Serrano Pentinat

Josep-Lluís Serrano Pentinat (* 19. März 1977 in Tivissa, Provinz Tarragona, Katalonien) ist ein spanischer römisch-katholischer Geistlicher, Bischof von Urgell und damit Kofürst von Andorra.

## Leben
Josep-Lluís Serrano Pentinat besuchte ab 1991 das Kleine Seminar und das Col·legi de la Immaculada in Tortosa. Von 1995 bis 2001 studierte er Philosophie und Katholische Theologie am Priesterseminar in Tortosa. 2001 erlangte er an der Theologiefakultät von Katalonien in Barcelona einen Batxiller im Fach Katholische Theologie. 2001 wurde Serrano Pentinat zum Diakon geweiht. Als Diakon wirkte er in der Pfarrei Assumpció de Maria in Amposta. Am 21. April 2002 empfing er in der Kathedrale von Tortosa durch den Bischof von Tortosa, Javier Salinas Viñals, das Sakrament der Priesterweihe für das Bistum Tortosa.
Serrano Pentinat war nach der Priesterweihe zunächst als Pfarrer in La Palma d’Ebre, in La Bisbal de Montsant und in Margalef tätig. 2005 wurde er für weiterführende Studien nach Rom entsandt, wo er 2007 an der Päpstlichen Universität Gregoriana ein Lizenziat im Fach Dogmatik erlangte. Während seiner Studienzeit in Rom war er Alumnus des Päpstlichen Spanischen Kollegs. Nach der Rückkehr in seine Heimat wirkte Serrano Pentinat von 2007 bis 2009 als Pfarrer der Pfarreien Sant Andreu und Sant Pere in Vandellòs i l’Hospitalet de l’Infant. Zudem lehrte er von 2007 bis 2009 am Priesterseminar in Tortosa und am Fernstudieninstitut Sant Agustí. Außerdem war er Religionslehrer am Col·legi Públic d’Educació Infantil i Primària „Mestral“ in Hospitalet de l’Infant. Überdies fungierte von 2008 bis 2009 als Moderator der Pastoraleinheit Costa Nord.
Von 2009 bis 2012 setzte Serrano Pentinat seine Ausbildung an der Päpstlichen Diplomatenakademie in Rom fort. Daneben erwarb er 2011 an der Päpstlichen Lateranuniversität ein Lizenziat im Fach Kanonisches Recht und wurde 2012 an der Päpstlichen Universität Gregoriana bei Salvador Pié-Ninot mit der Arbeit Palabra, sacramento y carisma. La eclesiología de E. Corecco („Wort, Sakrament und Charisma. Die Ekklesiologie von E. Corecco“) zum Doktor der Theologie im Fach Dogmatik promoviert. 2012 trat er in den diplomatischen Dienst des Heiligen Stuhls ein. Er war als Nuntiatursekretär an den Nuntiaturen in Mosambik (2012–2016), in Nicaragua (2016–2017) und in Brasilien (2017–2019) tätig. Papst Franziskus verlieh ihm am 4. Oktober 2015 den Ehrentitel Päpstlicher Ehrenkaplan. Ab 2019 war Serrano Pentinat Nuntiaturrat in der Sektion für Allgemeine Angelegenheiten des Staatssekretariates des Heiligen Stuhls.
Am 12. Juli 2024 ernannte ihn Papst Franziskus zum Koadjutorbischof von Urgell. Der Substitut des Staatssekretariates des Heiligen Stuhls, Kurienerzbischof Edgar Peña Parra, spendete ihm am 21. September desselben in der Kathedrale von La Seu d’Urgell die Bischofsweihe; Mitkonsekratoren waren der Bischof von Urgell, Joan Enric Vives i Sicília, und der Bischof von Tortosa, Sergi Gordo Rodríguez. Sein Wahlspruch Ut vitam habeant („Damit sie das Leben haben“) stammt aus Joh 10,10 .
Mit dem Rücktritt seines Vorgängers am 31. Mai 2025 folgte er diesem als Bischof von Urgell und Kofürst von Andorra nach.
Serrano Pentinat spricht neben Katalanisch und Spanisch auch Italienisch, Französisch, Englisch und Portugiesisch.

## Schriften (Auswahl)
- Palabra, sacramento y carisma. La eclesiología de E. Corecco (= Tesi gregoriana. Band 194). Pontificia Università Gregoriana, Rom 2012, ISBN 978-88-7839-229-8.